# Burgess Meredith
Oliver Burgess Meredith (n. 16 noiembrie 1907, Cleveland, Ohio, SUA – d. 9 septembrie 1997, Malibu, California, SUA) a fost un actor american de film și televiziune.

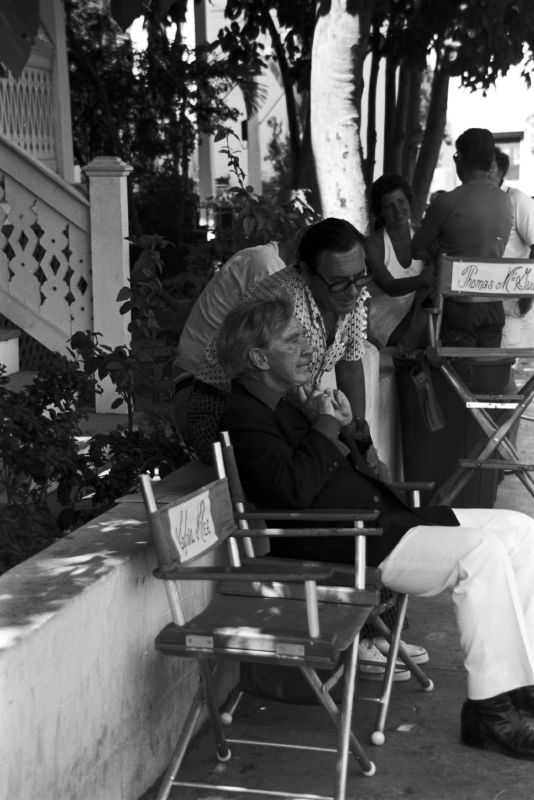
Burgess Meredith, 1974

## Filmografie selectivă

### Film
- Winterset (1936)
- There Goes the Groom (1937)
- Idiot's Delight (1939)
- Of Mice and Men (1939)
- Castle on the Hudson (1940)
- Second Chorus (1940)
- Tom, Dick and Harry (1941)
- That Uncertain Feeling (1941)
- Street of Chance (1942)
- The Story of G.I. Joe (1945)
- A Walk in the Sun (narator, 1945)
- The Diary of a Chambermaid (1946)
- Mine Own Executioner (1947)
- Jigsaw (nemenționat, 1949)
- The Man on the Eiffel Tower (1950)
- Joe Butterfly (1957)
- Advise and Consent (1962)
- The Cardinal (1963)
- In Harm's Way (1965)
- Madame X (1966)
- Batman (1966)
- A Big Hand for the Little Lady (1966)
- Torture Garden (1967)
- Hurry Sundown (1967)
- Skidoo (1968)
- Stay Away, Joe (1968)
- The Reivers (1969)
- Mackenna's Gold (1969)
- Hard Contract (1969)
- Debrief: Apollo 8 (narator, 1969)
- There Was a Crooked Man... (1970)
- The Yin and the Yang of Mr. Go (și regizor, 1970)
- Such Good Friends (1971)
- A Fan's Notes (1972)
- Beware! The Blob (1972)
- The Day of the Locust (1975)
- The Hindenburg (1975)
- Rocky (1976)
- Burnt Offerings (1976)
- The Sentinel (1977)
- Golden Rendezvous (1977)
- Foul Play (1978)
- Magic (1978)
- The Manitou (1978)
- Rocky II (1979)
- When Time Ran Out (1980)
- Clash of the Titans (1981)
- The Last Chase (1981)
- True Confessions (1981)
- Rocky III (1982)
- Twilight Zone: The Movie (nemenționat, 1983)
- Wet Gold (1984) Made for TV
- Santa Claus: The Movie (1985)
- Rocky IV (archival footage, nemenționat, 1985)
- G.I. Joe: The Movie (1987)
- Full Moon in Blue Water (1988)
- Rocky V (1990)
- State of Grace (1990)
- Grumpy Old Men (1993)
- Camp Nowhere (1994)
- Tall Tale (nemenționat, 1995)
- Grumpier Old Men (1995)
- Rocky Balboa (imagini de arhivă, nemenționat, 2006)

### Televiziune
| - Batman (ca Pinguinul) - Branded (ca Horace Greeley) - Search ca V. C. R. Cameron (1972–1973) - Those Amazing Animals (co-gazdă cu Jim Stafford și Priscilla Presley) - Faerie Tale Theatre: Thumbelina - The Twilight Zone (4 episoade) - Tales of Tomorrow "The Great Silence" (1953) - Rawhide "Incident of the Little Fishes" (1961) - Naked City "Hold for Gloria Christmas" (ca Duncan Kleist, 1962) - Twelve O'Clock High (ca expert de radar, 1966) | - The Invaders - "Wall of Crystal" (1967) - Ironside "S2-E11 The Macabre Mr. Micawber" (ca - Carney, 1968) - The Monkees "Monkees Blow Their Minds" (cameo ca Pinguinul, 1968) - Daniel Boone (ca Alex, 1969) - Night Gallery (ca Dr. Fall, 1970) - Uimitorul căpitan Nemo (ca Prof. Waldo Cunningham 1976) - Puff the Magic Dragon (vocea lui Puff, 1978–79, 1982) - Gloria (ca Dr. Adams, Gloria Bunker Stivic's boss, 1982–1983) - In the Heat of the Night (ca Judecătorul Cully, 1993) |